# Пшечня
Пшечня (пол. Przecznia) — село в Польщі, у гміні Зелюв Белхатовського повіту Лодзинського воєводства.
Населення — 72 особи (2011).
У 1975-1998 роках село належало до Пйотрковського воєводства.

## Демографія
Демографічна структура станом на 31 березня 2011 року:
|          | Загалом | Допрацездатний вік | Працездатний вік | Постпрацездатний вік |
| -------- | ------- | ------------------ | ---------------- | -------------------- |
| Чоловіки | 35      | 7                  | 24               | 4                    |
| Жінки    | 37      | 7                  | 17               | 13                   |
| Разом    | 72      | 14                 | 41               | 17                   |